# Galbella levis
Galbella levis es una especie de escarabajo del género Galbella, familia Buprestidae. Fue descrita científicamente por Kerremans en 1896.